# Liste der Biografien/Ku
Liste der Biografien |
Portal Biografien |
Personensuche
# |
A |
B |
C |
D |
E |
F |
G |
H |
I |
J |
K |
L |
M |
N |
O |
P |
Q |
R |
S |
T |
U |
V |
W |
X |
Y |
Z |
?
 
Ka |
Kb |
Kc |
Kd |
Ke |
Kf |
Kg |
Kh |
Ki |
Kj |
Kl |
Km |
Kn |
Ko |
Kp |
Kr |
Ks |
Kt |
Ku |
Kv |
Kw |
Ky |
Kx |
Kz
 
Kua |
Kub |
Kuc |
Kud |
Kue |
Kuf |
Kug |
Kuh |
Kui |
Kuj |
Kuk |
Kul |
Kum |
Kun |
Kuo |
Kup |
Kuq |
Kur |
Kus |
Kut |
Kuu |
Kuv |
Kuw |
Kux |
Kuy |
Kuz
Die Liste der Biografien führt alle Personen auf, die in der deutschsprachigen Wikipedia einen Artikel haben. Dieses ist eine Teilliste mit 8 Einträgen von Personen, deren Namen mit den Buchstaben „Ku“ beginnt.

## Ku
- Ku Song-min (* 1988), nordkoreanischer Eishockeyspieler
- Ku, Bon-chan (* 1993), südkoreanischer Bogenschütze
- Ku, Hyo-sŏ (* 1958), südkoreanischer Schriftsteller
- Kű, Lajos (* 1948), ungarischer Fußballspieler
- Ku, Pei-ting (* 1983), taiwanische Badmintonspielerin
- Ku, Sang (1919–2004), südkoreanischer Schriftsteller und Lyriker
- Ku, Yeon-woo (* 2003), südkoreanische Tennisspielerin
- Ku-DiPietro, Theodore (* 2002), US-amerikanischer Fußballspieler